# Tomb Raider IV—VI Remastered
Tomb Raider IV—VI Remastered — сборник игр в жанре экшен-приключение, который вышел в 2025 году, разработанный и изданный компанией Aspyr. Этот релиз представляет собой обновлённую компиляцию трёх игр серии Tomb Raider, ранее созданных студией Core Design: The Last Revelation (1999), Chronicles (2000) и The Angel of Darkness (2003).
Производство Tomb Raider IV—VI Remastered началось после успеха предыдущего сборника, выпущенного в 2024 году. Команда разработчиков учла отзывы игроков, стремясь сохранить мрачную атмосферу трёх игр в процессе ремастеринга. В частности, для The Angel of Darkness были восстановлены несколько фрагментов вырезанного контента, включая голосовые линии и элементы игрового процесса, что добавляет дополнительный уровень глубины и детализации.
Сборник доступен на различных платформах, включая Nintendo Switch, PlayStation 4, PlayStation 5, Windows, Xbox One и Xbox Series X/S.

## Игровой процесс
Tomb Raider IV—VI Remastered включает в себя три игры: The Last Revelation, Chronicles и The Angel of Darkness. Как и в предыдущих частях серии, игроки берут на себя роль археолога-авантюриста Лары Крофт, которая исследует разнообразные локации в поисках древних артефактов. Игра ведется от третьего лица, что позволяет игрокам лучше воспринимать окружающий мир
.
Лара по умолчанию вооружена двумя пистолетами с бесконечным боезапасом, что добавляет динамичности игровому процессу. Она может бегать, ходить (что предотвращает падение с уступов), осматривать окружающую среду, карабкаться, раскачиваться на подходящих поверхностях, ползать по узким проходам, катиться и перепрыгивать через пропасти. Так же, как и в оригинальных играх, геймплей сочетает в себе элементы платформера и головоломки, что делает его увлекательным и разнообразным.

## Разработка и выпуск
Разработка Tomb Raider IV—VI Remastered велась в сотрудничестве между Saber Interactive и Aspyr. Эти компании ранее работали над Tomb Raider I—III Remastered, что дало им полезный опыт в создании ремастеров. Aspyr уже высказывала намерения по переизданию всех игр эпохи Core Design, и положительные отзывы о первой сборке убедили их в правильности выбора.
Команда учла пожелания игроков, добавив новые возможности в фоторежим и включив оригинальную графику в качестве опции. В дополнение к основным играм, коллекция включает уровень «Times Exclusive», который был выпущен как дополнительный контент для The Last Revelation.
Менеджер по бренду Aspyr, Мэтью Рэй, отметил, что команда применяла «уникальный подход» к атмосферным графическим обновлениям, так как The Last Revelation, Chronicles и The Angel of Darkness имеют более мрачный и сюжетно-ориентированный тон по сравнению с предыдущими играми серии. Целью обновлений было улучшение графики без нарушения оригинального художественного стиля.
Перед выходом первой компиляции директор по продуктам Aspyr, Крис Башаар, заявил, что компания заинтересована в создании новых ремастеров Tomb Raider в будущем, включая The Last Revelation и Chronicles. Игра была анонсирована 11 октября 2024 года и вызвала большой интерес среди поклонников серии.

## Восприятие
| Сводный рейтинг    | Сводный рейтинг           |
| Агрегатор          | Оценка                    |
| ------------------ | ------------------------- |
| Metacritic         | (PC) 72/100 (XSXS) 55/100 |
| OpenCritic         | 69 (45%)                  |
| Иноязычные издания |                           |
| Издание            | Оценка                    |
| Eurogamer          | 4/5                       |
| Push Square        | 7/10                      |

Tomb Raider IV—VI Remastered получила «смешанные или средние» отзывы критиков, согласно агрегатору рецензий Metacritic. На OpenCritic 50 % рецензентов рекомендовали игру, что подчеркивает раздельные мнения о качестве ремастера. Некоторые критики отметили, что обновления сделали игру более доступной для новой аудитории, в то время как другие указывали на недостатки в реализации некоторых элементов оригинала. Таким образом, сборник вызывает у игроков смешанные чувства, что делает его интересным объектом для обсуждения среди поклонников серии.